# Wieprz
Wieprz è un comune rurale polacco del distretto di Wadowice, nel voivodato della Piccola Polonia.
Ricopre una superficie di 74,51 km² e nel 2004 contava 11 476 abitanti.